# Jonas August Hafström
Jonas August Hafström, född 22 januari 1810 i Stockholm, död 12 september 1880 i Hedvig Eleonora församling i Stockholm, var en svensk officer och vapenkonstruktör.
Jonas August Hafström var son till hovkamreraren Jonas Hafström. Han blev student vid Uppsala universitet 1824, inträdde 1826 vid Svea artilleriregemente och blev 1830 underlöjtnant, 1832 löjtnant och 1845 kapten där. Han avgick ur aktiv tjänst i början av 1860-talet och utnämndes då till major. Hafström utexaminerades 1832 från Högre artilleriläroverket å Marieberg där han haft Pehr Henrik Ling som lärare i gymnastik och fäktning. Han tjänstgjorde vid Flyinge stuteri 1832–1834 och var 1834–1841 gymnastikofficer vid sitt regemente och 1845–1848 gymnastik- och fäktlärare på Marieberg, varefter han 1848–1856 var styresman för Karl Gustafs stads gevärfaktori i Eskilstuna. År 1848 blev Hafström ledamot av Krigsvetenskapsakademien. Vid sidan av militärtjänsten drev han från 1841 under några år framåt en privat gymnastik- och fäktskola i Stockholm. Hafströms främst intressen var kroppsövningar och vapenkonstruktion. Han införde en vid Gymnastiska centralinstitutet länge använd metod för sabelfäktning. Hafström konstruerade även olika typer av blanka vapen och pistoler för både armén och marinen. Han är begravd på Norra begravningsplatsen utanför Stockholm.